# Marysville, Washington
Marysville är en ort i Snohomish County i delstaten Washington, USA.